# ازمی بوث
ازمی بوث (انگلیسی: Esme Booth؛ زادهٔ ۲۳ دسامبر ۱۹۹۸)  قایقران روئینگ زن اهل بریتانیا است.
وی در مسابقات کشوری و بین‌المللی در مجموع برندهٔ ۱ مدال طلا، ۴ مدال نقره شده است.